# Scherzach
Die Scherzach ist ein Bach im Bodenseebecken im Landkreis Ravensburg im südöstlichen Baden-Württemberg, der nach einem etwa 13 km langen Lauf nach Norden und zuletzt Westen bei Weingarten von links in die mittlere Schussen mündet.

## Geographie

### Verlauf
Die Scherzach entspringt im Naturschutzgebiet Wasenmoos bei Grünkraut südöstlich des namengebenden Dorfes der Gemeinde Grünkraut in Baden-Württemberg. Sie fließt kurz nordwestlich nach Grünkraut und durchläuft, dort renaturiert, im Ort einen kleinen Dorfweiher.
Nach diesem fließt sie teilweise begradigt in Richtung Norden zur Gemeinde Schlier, deren Hauptort sie am westlichen Dorfrand streift. Anschließend zieht sie in einer erstmals eingetieften Talrinne in natürlichem Bett durch das stark bewaldete Lauratal nordnordwestlich bis nach Weingarten, wo sie sich nach Westen wendet. In der Stadt Weingarten wird sie zunächst durch mehrere Kanäle geführt und mündet schließlich am Westrand der Stadtgemarkung nach 13,2 km langem Lauf von links in die mittlere Schussen.

### Zuflüsse und Seen
Direkte Zuflüsse und Seen im Lauf vom Ursprung zur Mündung. Längen und Einzugsgebiete nach der amtlichen Gewässerkarte.
- Bechenriedgraben, von rechts und Nordosten kurz vor Grünkraut, 1,0 km.
- Durchfließt den Dorfweiher in Grünkraut, 0,7 ha.
- Wasenmoosgraben, von rechts und Südosten gegenüber Grünkraut-Ritteln, 1,7 km.
- Buchwiesengraben, von rechts und Südsüdosten gleich nach Ritteln, 0,8 km.
- Riedwiesengraben, von links und Westen, 1,2 km.
- Siechenmoosgraben, von rechts und Südosten vor Schlier, 1,1 km.
- Mühlebach oder Schlierbach, von rechts und Osten in Schlier, 1,4 km.
- Furtbach, von rechts und insgesamt Südosten bei Schlier-Albisreute, 6,7 km und 9,9 km².
- Fenkener Waldbach, von links und Südsüdwesten kurz nach dem vorigen, 1,0 km.
- → (Abgang des Triebswerkskanals nach Weingarten), nach links.
- Zundelbach, von rechts und Osten bei Schlier-Zundelbach, 2,3 km.
- Haslachbach, von links und Südsüdwesten kurz nach dem vorigen, 1,0 km; quert zuletzt den Triebwerkslanal.
- Hochtobelbach, von rechts und Ostnordosten, 2,2 km. Ist Abfluss des Rößlerweihers.
- ← (Rückfluss des Triebswerkskanals nach Weingarten), von links bei den ersten Häusern von Weingarten, 1,7 km.
- Stiller Bach, am Unterlauf Schlossmühlbach, von rechts und Ostnordosten in Weingarten, 10,8 km und 13,8 km². Entsteht als Ableitung des zur Wolfegger Ach laufenden Schwarzenbachs im Lochmoos. Mit Abschnittsnamensfolge Heinrichsbühlkanal → Fuchsentobelkanal → Erbisreuter Bach → Altweiherkanal → Stiller Bach → Schlossmühlbach. Ein Teilungsarm des Altweiherkanals läuft durch den Rößler Weiher.

## Bilder

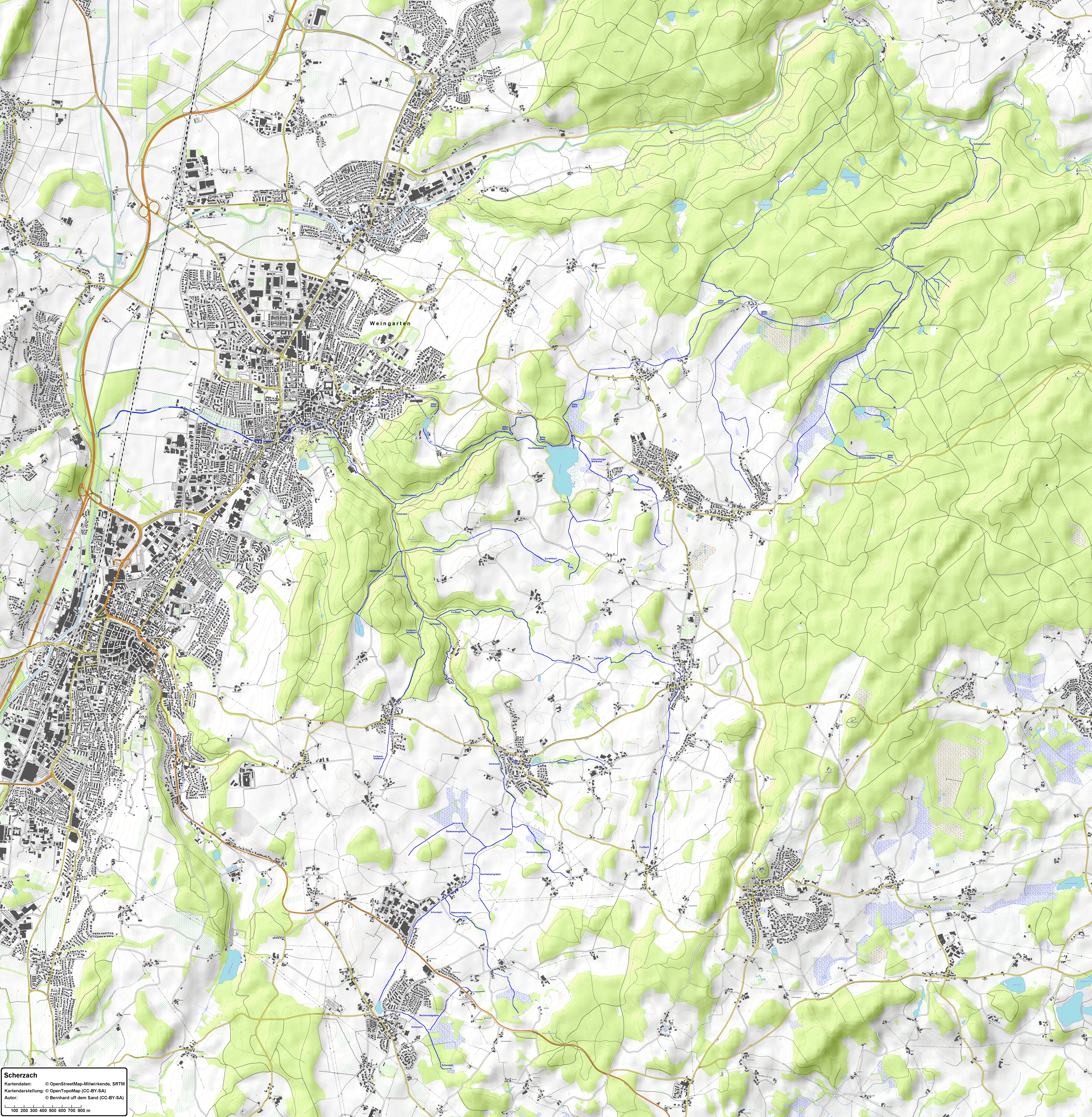
Topografische Karte der Scherzach
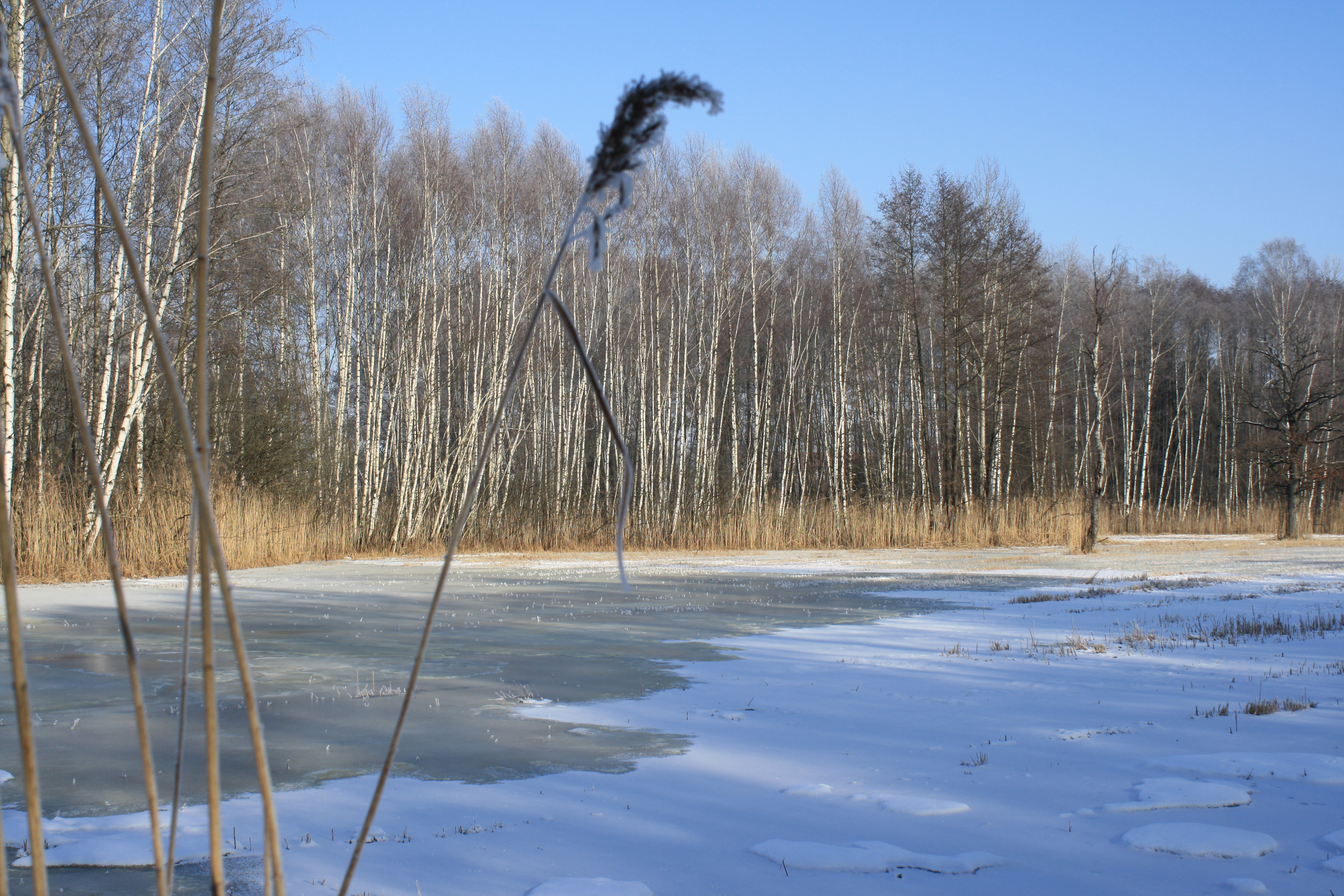
Das Naturschutzgebiet Wasenmoos bei Grünkraut im Hochwinter
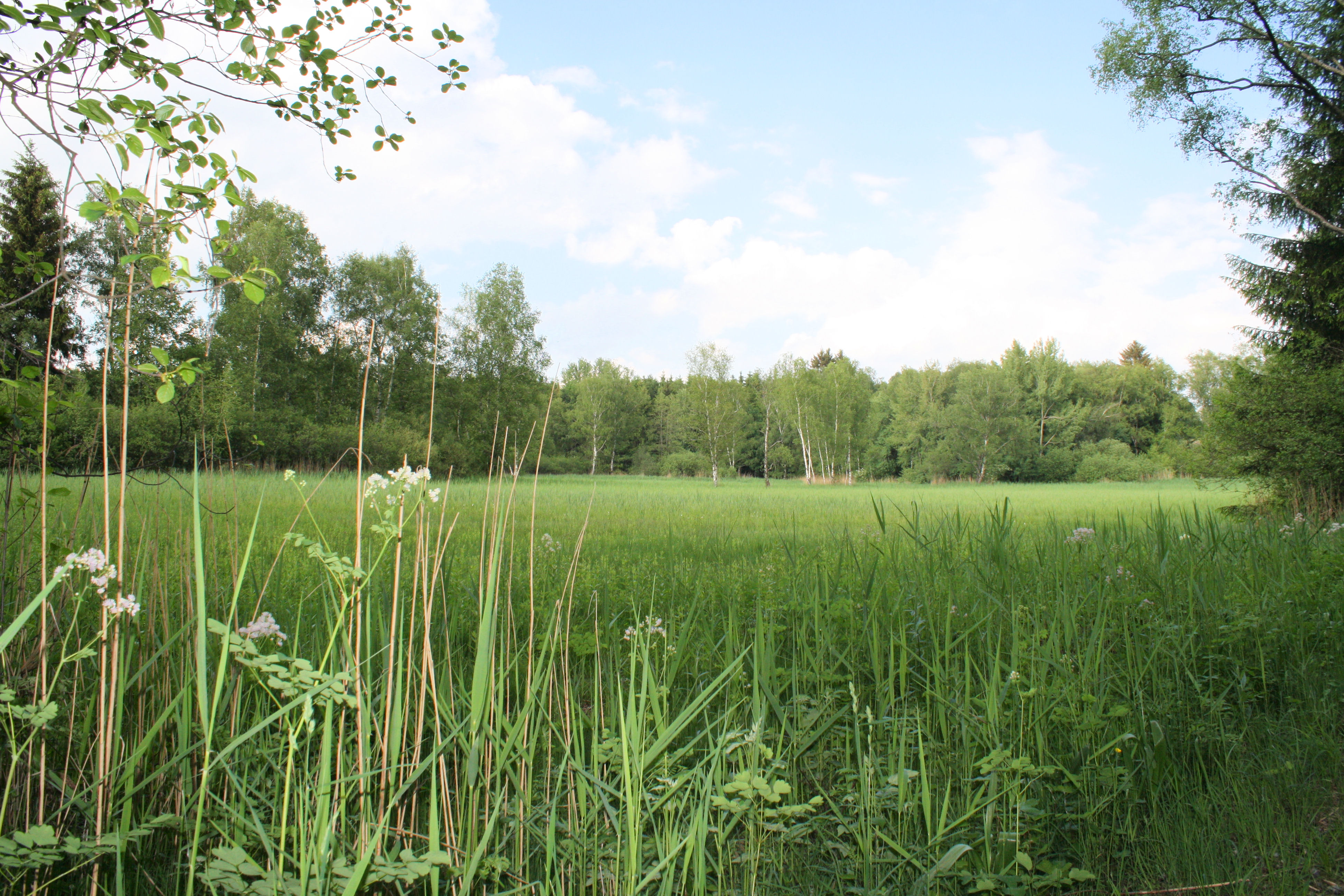
Das Naturschutzgebiet Wasenmoos im Frühsommer
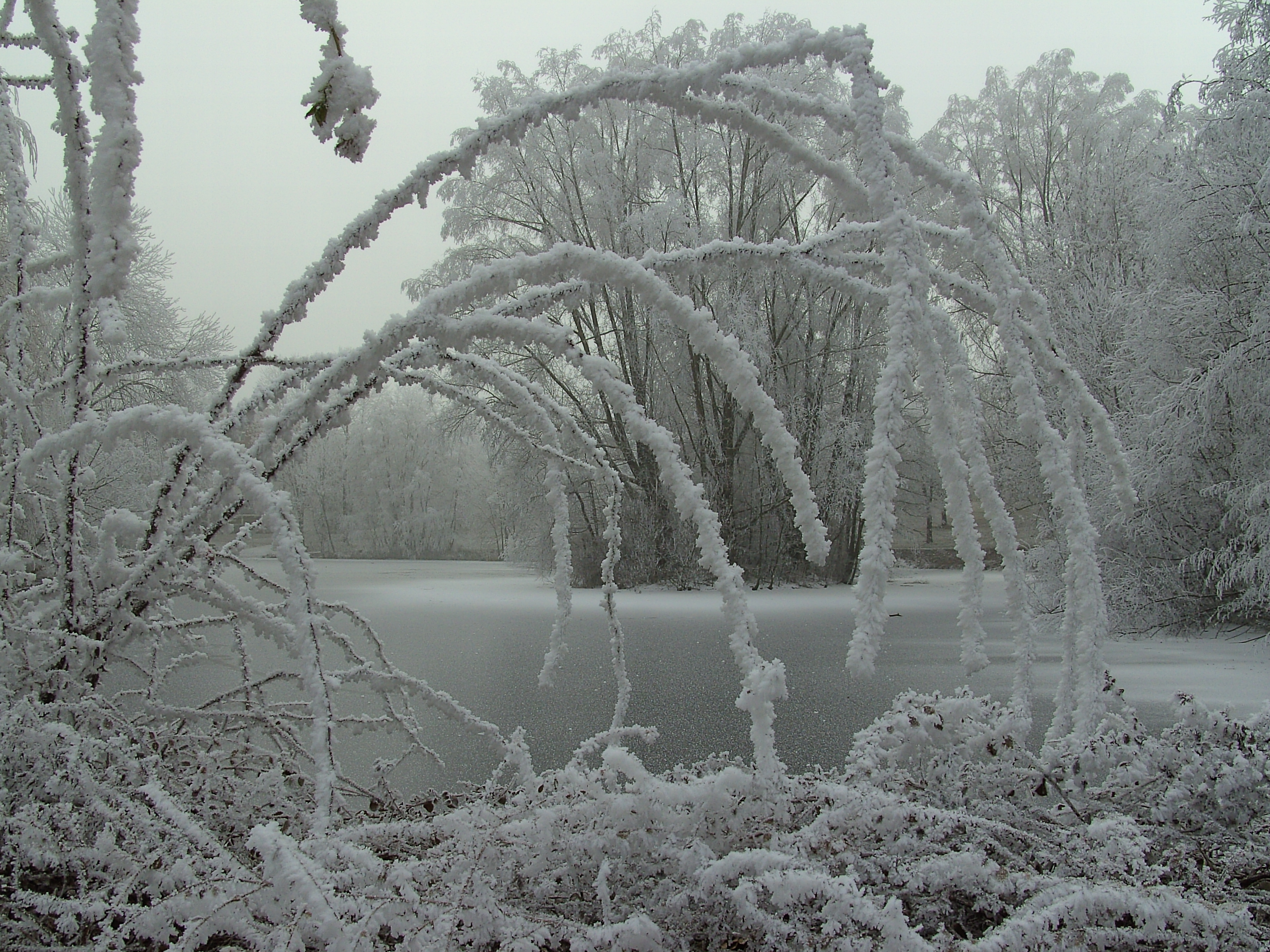
Der von der renaturierten Scherzach durchflossene Dorfweiher in Grünkraut mit kleiner Insel